# Ceiba schottii
Ceiba schottii är en malvaväxtart som beskrevs av James Britten och Baker f.. Ceiba schottii ingår i släktet Ceiba och familjen malvaväxter. Inga underarter finns listade i Catalogue of Life.